# 256분음표

256분음표

256분음표(이백오십육분음표, 문화어: 이백오십륙분소리표;영어: demisemihemidemisemiquaver)는 온음표의 256분의 1의 길이의 박자를 가지는 음표이다. 꼬리는 6개이다.

## 더 짧은 노트

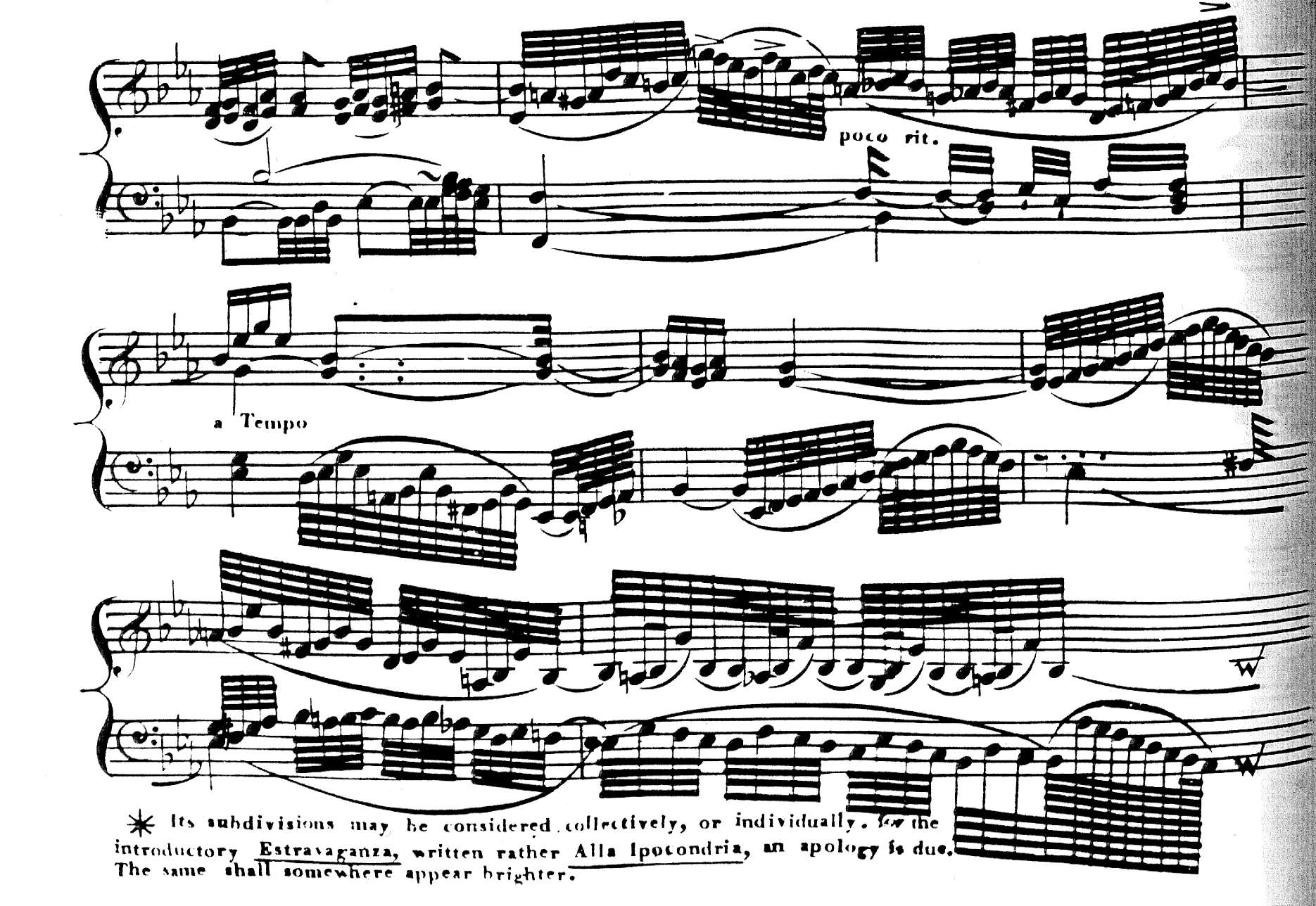
5개의 기둥이 있는 128분음표는 하인리히의 Toccata Grande Cromatica의 이 구절에서 보여진다. 이 구절의 끝에 나타나는 9개의 기둥이 있는 2048분음표의 쌍은 표기 오류였다; 그것들은 1024분음표였다. 마찬가지로, 그 앞에 오는 7개의 1024분음표(8개의 보)은 512분음표여야 한다.

## 같이 보기
- 악상 기호